# Mamadou Fall Sarr
Mamadou Fall Sarr (* 29. November 1998) ist ein senegalesischer Leichtathlet, der sich auf den Sprint spezialisiert hat. Aktuell ist er Inhaber des Landesrekordes im 100-Meter-Lauf.

## Sportliche Laufbahn
Erste internationale Erfahrungen sammelte Mamadou Fall Sarr im Jahr 2017, als er bei den Juniorenafrikameisterschaften in Tlemcen in 10,72 s den siebten Platz im 100-Meter-Lauf belegte und über 200 Meter mit 21,75 s im Vorlauf ausschied. Zudem belegte er mit der senegalesischen 4-mal-400-Meter-Staffel in 3:22,34 min den sechsten Platz und kam mit der 4-mal-100-Meter-Staffel nicht ins Ziel. 2023 gewann er bei den Spielen der Frankophonie in Kinshasa in 10,17 s die Silbermedaille über 100 Meter hinter dem Kameruner Emmanuel Eseme und im 200-Meter-Lauf schied er mit 21,50 s im Halbfinale aus. Zudem gewann er mit der 4-mal-100-Meter-Staffel in 39,66 s die Silbermedaille hinter dem Team aus der Elfenbeinküste. Im Jahr darauf schied er bei den Afrikameisterschaften in Douala mit 10,30 s im Halbfinale über 100 Meter aus und kam mit der Staffel im Finale nicht ins Ziel.
2023 wurde Sarr senegalesischer Meister im 100- und 200-Meter-Lauf.

## Persönliche Bestleistungen
- 100 Meter: 10,16 s (+0,5 m/s), 28. Juni 2024 in Saintes (senegalesischer Rekord)
  - 60 Meter (Halle): 6,65 s, 27. Januar 2024 in Nantes
- 200 Meter: 20,96 s (+1,2 m/s), 3. August 2023 in Kinshasa